# Melostelis amazonensis
Melostelis amazonensis  (лат.) — вид пчёл из трибы Anthidiini семейства мегахилиды (Megachilidae). Эндемик Бразилии.

## Описание
Встречаются в Бразилии (Амазонас, Manaus, Margem do Rio Negro). Длина тела около 12,51 мм, длина крыла 9 мм, ширина головы 3,8 мм, длина глаза 2,69 мм. Покровы тела преимущественно желтого цвета, с чёрными перевязями на брюшке и тремя чёрными полосами на верхней части груди. Наличник, щёки, лоб и нижняя часть головы жёлтые, также, как и ноги. От основания усиков к глазкам идут две чёрные полосы. Жгутик антенн желтовато-коричневый, скапус — жёлтый. По размеру и окраске сходен с видом Rhynostelis multiplicata (Smith, 1879).

## Этимология
Видовое название Melostelis amazonensis дано по месту обитания, а родовое — в честь бразильского энтомолога профессора Габриэля А. Р. де Мело (Prof. Dr. порт. Gabriel Augusto Rodrigues de Melo, Departamento de Zoologia, Universidade Federal do Paraná, Curitiba-PR, Бразилия), который внёс значительный вклад в исследование перепончатокрылых Южной Америки.